# L'Enfant de Marie

L'Enfant de Marie ou L'Enfant de la bonne Vierge (en allemand Marienkind) est un conte populaire allemand qui figure parmi ceux recueillis par les frères Grimm dans le premier volume de Contes de l'enfance et du foyer (Kinder- und Hausmärchen, 1812, n° KHM 3). La trame du récit a des origines cependant plus anciennes et remonte au moins au XVIIe siècle.

## Versions
La version recueillie par les frères Grimm vient de Hesse. Le conte comporte certains liens de parenté avec Facce de crapa (i.e. Visage de chèvre), figurant dans le Pentamerone de
Giambattista Basile (XVIIe siècle), où il est question d'une jeune fille élevée par une fée apparaissant d'abord sous l'aspect d'un lézard ; après son éducation, la jeune fille se montre ingrate envers la fée, qui formule alors le vœu de voir le visage de la fille transformé en celui d'une chèvre, un souhait qui aussitôt se réalise ; quand plus tard la jeune fille prend enfin conscience de sa mauvaise conduite, la fée met un terme au sortilège.

## Résumé (version Grimm)
Un bûcheron et sa femme n'ont qu'un seul enfant, une petite fille de trois ans. Ils sont si pauvres qu'ils ne savent pas comment la nourrir. Alors, la Vierge Marie apparaît et demande au bûcheron de pouvoir emmener la fillette au Ciel. Le bûcheron accepte.

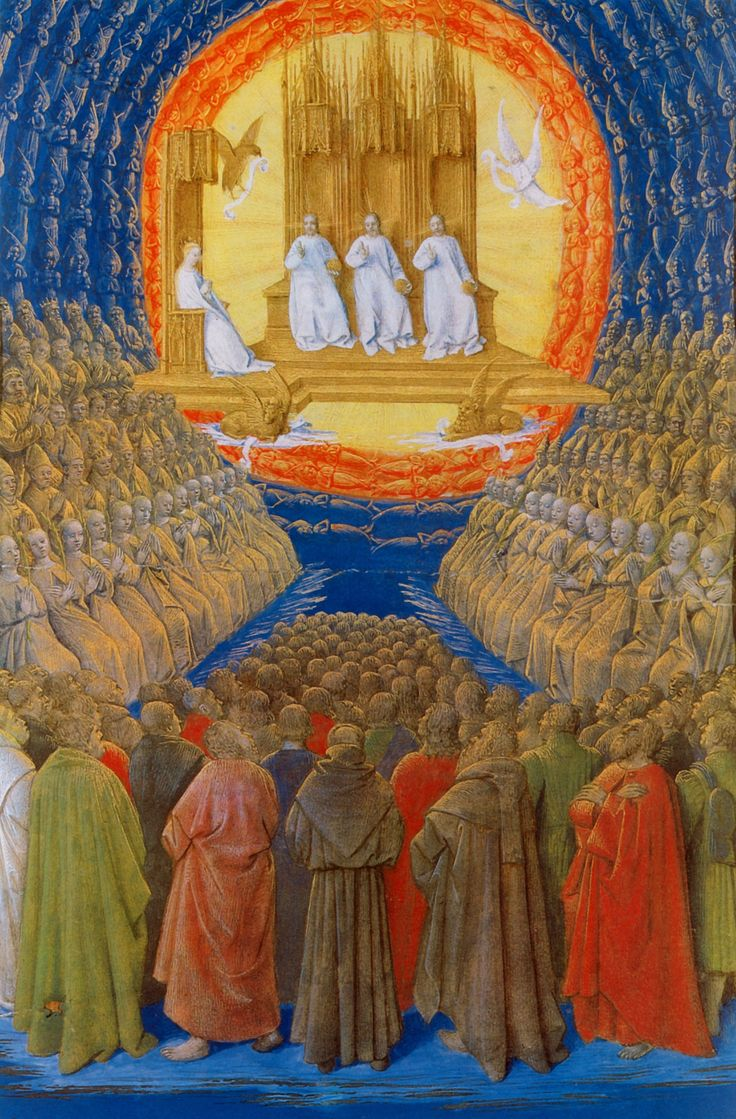
La Vierge, la Trinité et tous les saints. Enluminure de Jean Fouquet pour les Heures d'Étienne Chevalier (XVe siècle).

Au Ciel, la petite fille ne manque de rien. Quand sa protégée a atteint l'âge de quatorze ans, la Vierge, qui se prépare à partir en voyage, lui confie les treize clefs du Royaume des Cieux. La petite peut en utiliser douze, mais il lui est interdit, sous peine de malheur, de se servir de la treizième. Après le départ de la Vierge, la fillette, qu'accompagnent des angelots, visite chaque jour l'une des demeures du Ciel et, émerveillée, découvre dans chacune d'elles un apôtre. Après douze jours, la seule clef dont elle ne se soit pas servi est celle qui ouvre la porte interdite, et la fillette, que la curiosité démange, finit par transgresser l'ordre que lui a donné Marie. Derrière la treizième porte, elle découvre la Trinité mais, en ouvrant, la fillette voit apparaître sur son doigt une tache d'or. Au retour de la Vierge, la fillette, à trois reprises, nie s'être servi de la treizième clef, et la Vierge, qui n'est pas dupe, la bannit du Ciel en guise de punition.
La fillette s'endort et se réveille dans une forêt enchantée. Se lamentant sur son sort, elle vit au creux d'un arbre, se nourrit de plantes sauvages, et use tous ses vêtements jusqu'à se retrouver nue. Un jour, un roi la trouve et tombe sous son charme. Bien qu'elle soit devenue muette, il l'emmène et l'épouse. Un an plus tard, celle qui est à présent devenue reine donne naissance à un fils. La Vierge, alors, lui apparaît et lui demande d'avouer s'être servie de la clef. La reine s'y refuse. La Vierge emporte le nouveau-né, à la suite de quoi le peuple se met à chuchoter que la reine a peut-être tué, et même mangé l'enfant. Un an après, la reine a de nouveau un fils, et tout se déroule comme l'année précédente. La troisième année, la reine a une fille. La Vierge l'emporte également : elle montre ses fils à la reine, mais celle-ci refuse toujours d'avouer son méfait. Les accusations d'infanticide portées contre la reine, à ce moment, deviennent si vives que le roi ne peut plus empêcher qu'on juge son épouse, et elle est condamnée à mort. Au moment où elle est emmenée au bûcher, elle est prise de remords et souhaite pouvoir se confesser avant de rendre l'âme. Alors, la Vierge Marie réapparaît, rend les enfants, guérit la reine de son mutisme, et celle-ci peut vivre heureuse jusqu'à la fin de ses jours.

## Classification
Le conte est rangé dans les contes AT 710, selon la classification Aarne-Thompson, un type auquel il donne son nom, « L'Enfant de Marie ». Sont également de ce type, par exemple, en France, Le Bénitier d'or, conte lorrain, La Toune ou L'Enfant de la montagne...

## Sources et bibliographie
- (fr) Paul Delarue, Marie-Louise Ténèze, Le Conte populaire français, édition en un seul volume reprenant les quatre tomes publiés entre 1976 et 1985, Maisonneuve et Laroze, coll. « Références », Paris, 2002  (ISBN 2-7068-1572-8).